# Athemus kunigamiensis
Athemus kunigamiensis es una especie de coleóptero de la familia Cantharidae.

## Distribución geográfica
Habita en  Japón.